# Epidemia de cólera no Haiti em 2010
A epidemia de cólera no Haiti de 2010 começou no final de outubro de 2010. A princípio, informou-se que seu ponto de origem estaria na área rural do departamento de Artibonite, a cerca de cem quilômetros da  capital do país, Porto Príncipe. Porém, o relatório de uma pesquisa patrocinada pelos governos da França e do Haiti afirma que o lançamento de esgotos oriundos de uma base nepalesa da MINUSTAH teria provocado a contaminação das águas do rio Artibonite, ocasionando a epidemia. Estudos de pesquisadores de diversos países mostraram que o tipo de doença encontrado pela primeira vez no Haiti em 2010 era idêntico ao identificado em regiões do Nepal. A ONU nunca admitiu responsabilidade sobre o início da epidemia.
Até 19 de novembro de 2010, a epidemia havia produzido 1 186 mortes, enquanto 19 646 pessoas permaneciam hospitalizadas. Em novembro do mesmo ano, foi registrado o primeiro caso de cólera na República Dominicana.